# Heli Simpson
Heli Simpson, född 21 februari 1987 i Melbourne, Australien, är en australisk skådespelerska,  sångare, komiker, ryttare och läkare. 2005 medverkade hon för Australien i Biologiolympiaden Peking, och vann en bronsmedalj.

## Filmografi
- Halifax f.p: Playing God (2001) - Sophie Keenan
- Animated Tales of the World (röst) - Rose (1 avsnitt)
- Stallkompisar - Veronica diAngelo (2001–2004)
- Bootleg (2002) mini-TV-serie - Myrtle Jackson
- Blue Heelers - Sam Baxter (5 avsnitt, 2002–2003)
- Stingers - Libby Sanderson (1 avsnitt, 2003)
- Fergus McPhail - Sophie Bartolemeo (26 avsnitt, 2004)